# المضيق (المغرب)

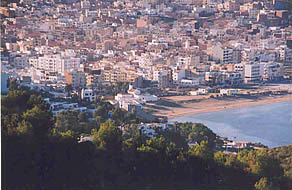
ساحل مدينة المضيق

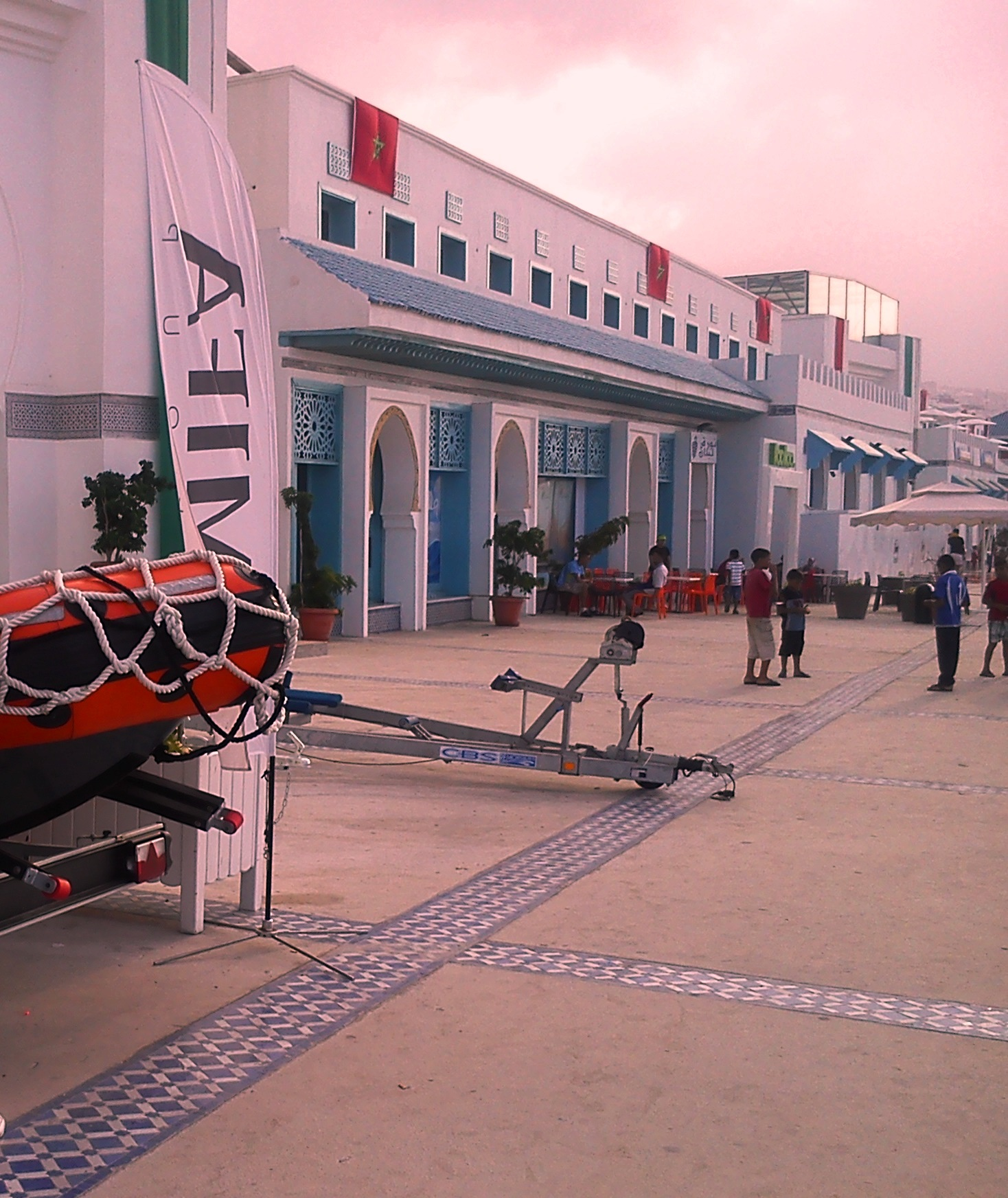
جانب من كورنيش مدينة الفنيدق

المضيق هي مدينة ساحلية بأقصى شمال المغرب، تنتمي مدينة المضيق لعمالة المضيق الفنيدق وتضم 56.227 نسمة (إحصاء 2014).
يطلق على المضيق أيضا اسم رينكون (بالإسبانية: Rincón) و ثغماث باللغة الأمازيغية، والتي تعني "الزاوية أو الركن"، تقع هذه المدينة المغربية الساحلية في جهة طنجة تطوان. يُسمى سكانها مضيقيون. تعرف المضيق بجذب سياحية قوية خلال فترة الصيف، حيث تحتضن أكثر من 100.000 سائح في السنة. وتعتبر المدينة جزء من البلاد جبالة. تعتبر مدينة المضيق من المدن المغربية الساحلية التي تجذب السياح من شتى أنحاء المملكة.

## الموقع
تقع المضيق على بعد 7كيلومترا من مدينة تطوان، و25 كلم من سبتة المحتلة، يحدها من الشمال بلدية الفنيدق ومن الجنوب بلدية الملاليين، غربا بلدية عليين وشرقا بالبحر الأبيض المتوسط.

## سبب التسمية
تشتهر مدينة المضيق بالعديد من الأسماء والألقاب، مثل: الرينكون (بـالإسبانية) و ثغماث (بـالأمازيغية)، ويعود أصل اسم المدينة "المضيق" إلى اللغة الأمازيغية، حيث يعني "المكان الضيق" أو "الممر الضيق". أما تسمية "الرنكون" فتعود إلى عهد الحماية، وقد أطلق الإسبان هذا الاسم على المدينة بعد تأسيسها سنة 1914م. ويعود سبب تسمية المدينة بهذه الأسماء إلى الموقع الجغرافي الذي تقع فيه، حيث يحيط بها البحر والجبال من كل صوب، وهو يجعلها تبدو كممر ضيّق بين البحر والجبال.

## تاريخ مدينة المضيق
تتميّز مدينة المضيق بتاريخها العريق وتراثها الغني الذي يرجع إلى العصور القديمة، فهي تعتبر واحدةً من أقدم المدن العريقة في المملكة المغربية، وغالباً ما يُشار إلى المدينة في المذكّرات التاريخية بـاسم "فم العليق" أو "المنقار"، كما تُعرف في الذاكرة الشعبية بـاسم "الرنكون"، وفي كتاب للمرحوم محمد السراج ذُكرت باسم "قرية المضيق". وقد تحدّث جملة من المؤخرين والجغارفة والباحثين عن مدينة المضيق، كما أنها كانت شاهدةً عبر تاريخها المديد على العديد من الحضارات القديمة والأحداث والوقائع التاريخية قبل تأسيسها بقرونٍ، وبعد ذلك.

### تاريخ قديم
تحدّث العديد من المؤرخين عن حضارةٍ قديمةٍ استوطنت منطقة المضيق قديماً عند سانية الطريس خلال العصور المبكّرة، خاصّة بعدما اكتشفوا مجموعة من المعالم التاريخية والأثرية الضّاربة عمرها في التاريخ؛ ومن أبرز الجهود التي أخذت على عاتقها مهمة التنقيب في تاريخ مدينة المضيق، يمكن أن نذكر جهود المؤرخ والباحث طراديل الذي قام بحفريات بالمنطقة سنة 1956م زيادة على مجموعة من الأبحاث، توصّل من خلالها إلى اكتشاف خمسة أحواض بالية لتمليح السمك وبعض الجرات الخزفية القديمة بالمنطقة، والتي يرجح على أنها استعملتها بعض الحضارات المبكّرة في معامل قديمة لتمليح السمك، خاصّة بعدما أثبت أن تاريخ هذه المعامل يعود إلى القرن الخامس قبل الميلاد أي خلال الحقبة الموريطانية المبكرة. كما أسفرت عمليات التنقيب اللاحقة عن اكتشاف بقايا أسوارٍ ومنتجاتٍ خزفية تعود إلى القرنين الخامس والسادس قبل الميلاد، وذلك بمنطقة واد النيكرو بالقرب من سيدي بوهايل وكدية الطالعة، وهو ما نبّه إليه طراديل في أطلسه إلى البعثة المغربية في عام 2009م.
وخلال العصور الوسطى احتفظت المدينة بدورها البارز ذاته، بعدما شكّلت موطناً ضمّ العديد من القبائل التاريخية مثل: بني كثرات (من مصمودة)، وبني كسين...إلخ، والذين تجمّعوا بالقرب من نهر أسمير وجبل "قب منت" (رأس الطرف حالياً) لأنه كانت تحيط بالمنطقة ساعتها مجموعة من المروج والأغراس.
وتُرجح بعض المصادر التاريخية خوض المدينة للعديد من الحروب الطاحنة، كما تُأكدُ شهادةَ المدينة على مجموعة من الوقائع التاريخية خاصّة خلال القرن الخامس عشر للميلاد إبان الحكم البرتغالي، حينما كانت تابعة إلى ريف سبتة. ومن أبرزها؛ حرب تطوان 1860م، بالإضافة إلى إنزال أساطيل الإمبراطورية البرتغالية سنة 1464م تحت قيادة الملك البرتغالي شخصياً الذي نزل بمنطقة رأس الطرف، ثم توجّه نحو قبائل الحوز مطالباً إياها بالاستسلام، بغية الانتقام للهزيمة النكراء التي تعرّضت لها قواته العسكرية من طرف قبائل مجيكسة، بَيْد أنه سيتعرض إلى هزيمة ساحقةً عند مدشر الكوف، ستضطره إلى الانسحاب من المنطقة، والفرار وهو يجرّ أذيال الهزيمة نحو ريف سبتة. وفي أواخر القرن الخامس عشر ميلادي، خلال الغزو البرتغالي للسواحل المغربية، أشارت بعض المرويات إلى موضعٍ حمل اسم "المنقار"، وكان يضمّ مرسى صغيراً للإنزال البحري، ومن المحتمل أن هذا الموضع هو نفسه المكان الحالي لمدينة المضيق.

### تأسيس المدينة
كان الفضاء الذي تحتله مدينة المضيق اليوم -والذي يمتد من ضريح سبعة رجال إلى كنيسة المدينة- قبل تأسيسها عبارة عن مقبرةٍ يُدفن فيها الغرباء والصيادون والمرابطون الحارسون للبلد، وكان بالقرب منها برج يعود تاريخ تشييده إلى المولى إسماعيل خلال حصاره لـسبتة المحتلة.
وخلال فترة الحماية، وبالتحديد في عام 1914م الموافق لـ العام 1332 هجري، بنى الإسبان فيها قرية وأطلقوا عليها اسم "الرنكون"، واستقر المستوطنون الإسبان إلى جانب العديد من المهاجرين بالقرية بعد تجفيف منخفضها والرفع من مستواه، كما بنوا المقاهي والإدارات والمنازل والمتاجر، وشيّدوا كنيسةً كاثوليكية على حدود القرية. وفيما بعد بُني فيها مسجد عُرف بمسجد السبعة رجال، كما تم تشييد قُبة عليه وقيل أن المدفونين فيها هم سبعة من المجاهدين الذين قتلهم الإسبان خلال حرب الريف. وقد أشار إلى هذا المرحوم محمد السراج في مذكراته حول تاريخ قرية المضيق (كما يفضّل أن يدعوها) فقال: "تأسّست قرية المضيق كأختها الفنيدق في سنة 1914م، وأول ما بُني منها كان المنازل والمقاهي والدكاكين على طول شارع محمد الخامس (شارع للانزهة حالياً) ثم توسّع البناء فيها شيئاً فشيئاً حتّى تكوّنت اليوم قرية كبيرة... إلخ".

### تاريخ حديث
بعد استقلال المغرب، قرّر العديد من المستوطنين الإسبان مغادرة البلدة والعودة إلى موطنهم الأصلي، فيما فضّل بعضهم البقاء والاستقرار بالبلدة، التي أصبحت تستقبل وفوداً من المهاجرين والصيادين القادمين من جبال الريف، والذين اتخذوا من مناطق الحوز، والريف وغمارة السفوح المطلّة على البحر موطناً لهم، في حين شكّل حوز بوزغلال الكبير مزارع لإنتاج مختلف أنواع الخضر والفواكه. وبفعل الهجرة المكثّفة من مختلف جهات المملكة، امتد البناء فوقها بشكل سريعٍ، وارتفع عدد سكانها بشكلٍ هائلٍ، حتى أصبحت حاضرة، حيث ارتقت سنة 1992م من قرية للصيادين إلى مستوى بلدية، ثم أصبحت عمالة جديدة بحلول عام 2005م.

## الجاذبية السياحية لمدينة المضيق
تعتبر مدينة المضيق واحدةً من أشهر وأعرق المواقع السياحية في المملكة المغربية، بحيث تجذب العديد من السياح عبر العالم، خاصّة خلال فصل الصيف، بفضل جمال طبيعتها الخلّابة وتاريخها العتيق وتراثها المتنوع وكذا بنياتها التحتية الفريدة. إلى جانب كل هذا تتوفر المدينة على مجموعة من الأماكن السياحية والمعالم الأثرية التاريخية؛ ولعل أبرزها:
• كنيسة المدينة الأثرية:
تعد هذه الكنيسة الكاثوليكية واحدةً من أبرز المعالم العريقة للمدينة، والتي شُيّدت خلال عهد الحماية على يد الإسبان، بعد تأسيس المدينة.
• قلعة المضيق:
تعتبر قلعة المضيق واحدةً من أشهر المعالم التاريخية القديمة للمدينة، وتحظى بتاريخٍ طويلٍ حيث يرجع تاريخ بنائها إلى العصور الإسلامية.
• ضريح سبعة رجال:
يقع ضريح سبعة رجال بمدينة المضيق عند مدخل الميناء الترفيهي وبداية كورنيش المضيق، بالقرب من الكنيسة الكاثوليكية. ويقال أن المدفونين في هذا الضريح هم سبعة من المجاهدين الذين قتلهم الإسبان خلال حرب الريف.
• كورنيش المدينة:
تتوفر مدينة المضيق على كورنيش طويلٍ تم تشييده سنة 2006م، ويمتد على طول الجناح الساحلي للمدينة، حيث يطل على شاطئ المضيق من جهة، وعلى مباني وشوارع المدينة والمطاعم والمحلات التجارية الموجودة بها من الجهة الأخرى.
• ميناء المضيق:
تم تشييد الميناء خلال سبعينات القرن الماضي، ويعتبر القلب النابض لمدينة المضيق والعمود الفقري لاقتصادها، باعتباره واحداً من أهم موانئ الجهة على جميع الأصعدة، كما يعدّ من أكثر المرافق السياحية زيارةً بالمدينة.
• الأسواق التقليدية:
تشتهر مدينة المضيق بأسواقها الشعبية التقليدية التي تعكس تراثها الثقافي الغني والمتنوع، وتعتبر من أهم المرافق السياحية بالمنطقة.
• فحص المهر:
وهو عبارة عن منتزه مفتوح ومنبسط داخلي يجمع بين الجبال الوعرة والسهول الخضراء، ويعد واحداً من أشهر المناطق الطبيعية بالمنطقة حيث يقرب مدينة المضيق بحوالي 34 كلم، ويبعد عن مدينة تطوان بمسافة 19 كلم. ويشكّل المنتزه بفضل طبيعته الخلّابة لوحةً سحرية طبيعية، فهو مزيج بين لون العشب الأخضر واللون الأبيض للصخور الكلسية. كما يضم المنتزه قمماً جبلية يبلغ علوها أزيد من 800 متر تقريباً لهواة التسلق والتصوير، حيث توفر مناظر بانورامية استثنائية خاصة عند غروب الشمس.
• سد أسمير:
يقع هذا السد الذي شُيد سنة 1991م في وادي أسمير في شمال المغرب، ويبعد بحوالي خمسة كيلومتر عن مدينة المضيق غرباً، وبالقرب من سد النخلة شرقاً. ويعتبر من بين الوجهات السياحية بالمنطقة، خاصة خلال فصل الربيع، بفضل مناظره الخلابة وإطلالته الساحرة التي تجذب مئات الزوار، خاصّة متسلقي الجبال.
• شاطئ المضيق:
يعتبر شاطئ المضيق واحداً من أفضل الشواطئ بـالجهة، ومن بين أجمل شواطئ المغرب، ويستقطب الآلاف من الزوار سنوياً على امتداد فصل الصيف. ويتميز الشاطئ بمياهه الزرقاء اللازوردية وأمواجه الساحرة، حيث يوفر لعشاق الرياضات البحرية فضاء رائعاً لممارسة رياضاتهم المفضلة، مثل الركمجة،وركوب القوارب وكذا ممارسة الصيد بمختلف أنواعه.
• شاطئ ريستينكا:
ويقع هذا الشاطئ على ساحل تامودابي بالقرب من ألمينا، وبين كل من مدينة المضيق والفنيدق بالقرب من ألمينا. ويتميز الشاطئ بمياهه الزرقاء الصافية التي تجذب عشاق السياحة البحرية.
• مطاعم شي السمك بميناء المضيق:
يضمّ ميناء المضيق العديد من المطاعم الشعبية المنتشرة على طول شاطئ المضيق، والمختصّة في شيّ الأسماك وتقديم أطباق السمك الطازج المشوي للزوار والسياح، كما أن هذه المطاعم تشتهر بتقديم وجبة "البيصر" ومشروب الشاي بالنعناع المغربي.

## الميناء
ينقسم ميناء المدينة إلى قسمين: واحد للسياحة واحد بالنسبة للصيادين. وقد تم توسيع ميناء مارينا (شمال المدينة) قصد تحسين الخدمات المقدمة للقوارب السياحية والرعايا الأجانب. في حين تم تعديل الميناء الثاني (جنوب المدينة) ببعض مصايد الأسماك وزيادة حجمه قصد حماية السفن من تيارات المحيطات وزيادة الطاقة الاستيعابية للميناء.